# Битва за Алжир
«Битва за Алжир» (итал. La Battaglia di Algeri) — историческая кинодрама итальянского режиссёра Джилло Понтекорво, основанная на реальных событиях войны за независимость Алжира от Франции (1954—1962). Фильм снят в традициях итальянского неореализма по мотивам книги Саади Ясефа (англ.), одного из лидеров Фронта национального освобождения (ФНО), который выступил в качестве продюсера и исполнителя одной из главных ролей. Фильм вышел на экраны в 1966 году и удостоился высшей награды Венецианского кинофестиваля — «Золотого льва св. Марка». Фильм долгое время был запрещён во Франции как пропагандистский.

## Сюжет
1957 год. Один из бойцов ФНО не выдерживает пыток и раскрывает местонахождение лидера сопротивления Али Аммара (Али Ла Пуанта). В ходе рейда французские армейские части блокируют нескольких бойцов ФНО, призывая их сдаться.
1954 год. Али Ла Пуант, ранее отбывший несколько сроков, в очередной раз попадает в тюрьму. Али становится свидетелем казни одного из борцов за независимость. Пять месяцев спустя Али выходит на свободу и планирует примкнуть к ячейке ФНО, находящейся в Касбе. Его вербует лидер движения Джафар Саади Ясеф, и даёт задание убить французского полицейского. Для выполнения миссии одна из женщин-повстанцев передаёт Али незаряженный револьвер, но ему удаётся спастись от преследования. После этой проверки лояльности, Али принимают в ряды ФНО. ФНО запретила алкоголь, наркотики и проституцию, чтобы пресечь деградацию алжирской нации. 20 июня 1956 года в европейском районе Алжира совершается несколько покушений на полицейских. Колониальные власти устанавливают блокпосты, алжирцы строго проверяются, не имеющих документов тотчас арестовывают. Ночью французская полиция закладывает бомбу в арабском квартале. При взрыве погибают люди.
В отместку трое женщин ФНО, загримированные под француженок, подкладывают бомбы в магазины и клубы, посещаемые французами. После теракта, правительство Франции отправляет в город части Легиона под командованием полковника Филлипа Матьё, в прошлом участника Сопротивления и войны в Индокитае. Матьё запускает операцию «Шампанское». Полковник подмечает структуру сопротивления: несколько пирамидальных секций собранны в треугольник, возглавляемый исполнительным бюро. Матьё отдаёт приказ допрашивать каждого арабского жителя с помощью пыток. Алжирцы начинают забастовку, заперевшись в своих домах, в ходе рейда французских десантников, многих алжирцев арестовывают. 5 февраля 1957 года — последний день забастовки. Военные громят арабские районы, арестовывают нескольких глав ячеек сопротивления. Матьё узнаёт имена членов исполнительного бюро: Си Мурад, Рамель, Джаффар и Али Ла Пуэнт. Джафар приказывает установить связи с ячейками, заменить погибших и арестованных членов сопротивления.
25 февраля 1957 года алжирцы устраивают теракт на скачках, обошедшийся в множество жизней. 4 марта власти арестовывают Ларби Бен М'хиди, одного из главных деятелей ФНО. Через несколько дней его находят повешенным в камере (предположительно, его повесили военные). Информация о происходящем в Алжире доходит до ООН, пресса упрекает Матьё в жестоких допросах арестованных. Ночью в европейском квартале алжирцы угоняют машину Скорой помощи и расстреливают французских жителей. Диверсанты пытаются сбивать пешеходов, но разбивают машину и погибают. 26 августа 1957 года военные находят членов бюро. Си Мурад и Рамель подрывают себя и десантников. Джафар сдаётся полковнику Матьё. Власти узнают о местонахождение Али. Он и несколько членов сопротивления прячутся в убежище. Полковник Матьё предлагает Али сдаться, или здание будет взорвано вместе с ними. После отказа полковник отдаёт приказ взорвать убежище.
11 декабря 1960 года в Алжире начинаются массовые протесты, военные силы безуспешно пытаются остановить алжирцев. 2 июля 1962 года Алжир обретает независимость.

## В ролях
- Жан Мартин — полковник Матьё
- Брахим Хаджадж — Али Ла Пуант (англ.)
- Саади Ясеф (англ.) — Джафар
- Самия Кербаш — Фатхия
- Уго Палетти — капитан
- Томмазо Нери — капитан
- Фусия Эль Кадер — Галима
- Мохаммед Бен Кассем — маленький Омар

## Художественные особенности  и принятие
Фильм, существующий в 120-, 125- и 135-минутной версиях, стал вершиной кинокарьеры Джилло Понтекорво, разделявшего многие идеалы повстанцев. Широкое использование непрофессиональных актёров из Алжира и имитация приёмов кинохроники сообщают ему ощущение подлинности изображаемых событий. В фильме применён метод так называемой «документальной реконструкции»: все события национально-освободительной борьбы воссозданы так, словно перед зрителями проходят на экране документальные кадры. Фильм состоит из  отдельных эпизодов-новелл. Ни один из ста тридцати восьми главных и эпизодических персонажей не занимает на экране более десяти минут. По словам режиссёра: «Мне бы хотелось назвать свою картину «Рождение нации», если бы уже не было такого фильма. Ибо «Битва за Алжир» — это фильм о национальной революции, увенчавшейся рождением новой, свободной Алжирской республики». На подготовку к съёмкам потребовалось более двух лет. Автор сценария Франко Солинас собрал и просмотрел тысячи документов и фотографий, беседовал с сотнями очевидцев и участников алжирских событий для создания сценария, над которым он работал более года.
Международный резонанс вокруг «Битвы за Алжир», как считается, подстегнул процесс деколонизации в странах третьего мира. О нём много писали в США — на «Оскар» он выдвигался по трём номинациям. Во Франции фильм был расценён как пропагандистский и запрещён к показу до конца десятилетия.
Реалистическое изображение партизанского движения сделало «Битву за Алжир» любимым фильмом различных радикалов террористического уклона, включая Андреаса Баадера и «чёрных пантер». В начале американского вторжения в Ирак в Пентагоне был организован показ фильма как документа партизанской борьбы в условиях арабского мегаполиса.
Шумиха в прессе вокруг показа в Пентагоне и сопутствующее ей возрождение интереса к творчеству Понтекорво привело к тому, что в 2004 году отреставрированная кинофреска режиссёра вновь вышла на экраны Великобритании, Франции и США. В октябре того же года в рамках проекта The Criterion Collection состоялась презентация DVD c «Битвой за Алжир» и комментариями ведущих режиссёров США (Спайк Ли, Мира Наир, Джулиан Шнабель, Стивен Содерберг, Оливер Стоун) о месте фильма в истории киноискусства.
Фильм входит во многие списки и рейтинги лучших фильмов в истории: 6-е место в 105 лучших фильмов мирового кинематографа; 48-е место в лучших фильмов всех времён по версии издания Sight & Sound; 120-е место в «500 величайших фильмов всех времён» по версии журнала Empire; 231-е место в 250 лучших фильмов по версии IMDb.

## Награды и номинации
- 1966 — приз «Золотой лев» и приз ФИПРЕССИ Венецианского кинофестиваля
- 1967 — три премии «Серебряная лента» Итальянского национального синдиката киножурналистов: лучший режиссёр (Джилло Понтекорво), лучший продюсер (Антонио Мусу), лучшая чёрно-белая операторская работа (Марчелло Гатти)
- 1967 — номинация на премию «Оскар» за лучший фильм на иностранном языке
- 1969 — две номинации на премию «Оскар»: лучший режиссёр (Джилло Понтекорво), лучший оригинальный сценарий (Джилло Понтекорво, Франко Солинас)
- 1972 — приз ООН (UN Award) в рамках премии BAFTA